# Floorball-Bundesliga 2014/15
Die Floorball-Bundesliga 2014/15 war die 21. Spielzeit um die deutsche Floorball-Meisterschaft auf dem Großfeld der Herren. Der UHC Weißenfels ging als Titelverteidiger in die Saison.
Die Saison begann am 20. September 2014.

## Teilnehmer
Teilnehmer:
- UHC Sparkasse Weißenfels
- VfL Red Hocks Kaufering
- Red Devils Wernigerode
- BAT Berlin
- MFBC Leipzig
- TV Lilienthal
- Unihockey Igels Dresden
- ETV Piranhhas
- Floor Fighters Chemnitz
- SSF Dragons Bonn (Aufsteiger)

## Modus
In der Hauptrunde spielt jedes Team jeweils zweimal (Hin- und Rückspiel) gegen jedes andere. In den Play-offs spielt zunächst der 3. gegen den 6. und der 4. gegen den 5. in einem Best-of-3-Modus. Die beiden Gewinner spielen dann gegen den 2. bzw. 1. um den Finaleinzug. Im Finale wird dann der Deutsche Floorball-Meister ermittelt.
Die letzten vier Mannschaften der Tabelle nach der Hauptrunde müssen in die Play-downs. Dort spielt der 7. gegen den 10. und der 8. gegen den 9. in einem Best-of-3-Modus. Dabei erhält der niedriger Platzierte im 1. Spiel das Heimrecht. Die beiden Verlierer spielen dann ebenfalls in einem Best-of-3-Modus. Jener Verlierer steigt ab und der Gewinner kämpft dann gegen den Gewinner der Play-offs der 2. Bundesligen um den Ligaerhalt.

## Tabelle
| Pl.  | Verein                           | Sp. | S  | U  | N  | SDS | SDN | Tore    | Diff. | Pkt. |
| ---- | -------------------------------- | --- | -- | -- | -- | --- | --- | ------- | ----- | ---- |
| 01.  | UHC Sparkasse Weißenfels (M) (P) | 18  | 17 | 0  | 01 | 0   | 0   | 171:890 | +082  | 51   |
| 02.  | Red Devils Wernigerode           | 18  | 15 | 01 | 02 | 02  | 0   | 159:910 | +068  | 46   |
| 03.  | MFBC Leipzig                     | 18  | 09 | 01 | 07 | 01  | 0   | 123:122 | +01   | 30   |
| 04.  | Floor Fighters Chemnitz          | 18  | 08 | 0  | 09 | 01  | 0   | 102:100 | +02   | 26   |
| 05.  | BAT Berlin                       | 18  | 08 | 0  | 08 | 0   | 02  | 096:109 | −013  | 26   |
| 06.  | VfL Red Hocks Kaufering          | 18  | 08 | 0  | 09 | 0   | 01  | 107:111 | −04   | 25   |
| 07.  | ETV Piranhas                     | 18  | 06 | 0  | 11 | 01  | 0   | 090:115 | −025  | 20   |
| 08.  | Unihockey Igels Dresden          | 18  | 05 | 01 | 12 | 0   | 0   | 093:146 | −053  | 16   |
| 09.  | TV Lilienthal                    | 18  | 03 | 02 | 11 | 01  | 01  | 088:110 | −022  | 14   |
| 010. | SSF Dragons Bonn (N)             | 18  | 02 | 01 | 11 | 02  | 02  | 099:135 | −036  | 13   |

| Legende                     |
| --------------------------- |
| Teilnahme an den Play-Offs  |
| Teilnahme an den Play-downs |
| (M) Titelverteidiger        |
| (P) Pokalsieger             |
| (N) Aufsteiger              |

## Play-offs

### Viertelfinale
|                         | Gesamt |                         | Spiel 1 | Spiel 2 | (Spiel 3) |
| ----------------------- | ------ | ----------------------- | ------- | ------- | --------- |
| VfL Red Hocks Kaufering | 2:0    | MFBC Leipzig            | 6:2     | 8:5     |           |
| BAT Berlin              | 2:0    | Floor Fighters Chemnitz | 5:3     | 6:5 SD  |           |

### Halbfinale
|                         | Gesamt |                        | Spiel 1 | Spiel 2 | (Spiel 3) |
| ----------------------- | ------ | ---------------------- | ------- | ------- | --------- |
| BAT Berlin              | 0:2    | Red Devils Wernigerode | 7:8 SD  | 5:8     |           |
| VfL Red Hocks Kaufering | 0:2    | UHC Weißenfels         | 4:10    | 6:9     |           |

### Spiel um Platz 3
|            | Gesamt |                         |
| ---------- | ------ | ----------------------- |
| BAT Berlin | 11:5   | VfL Red Hocks Kaufering |

### Finale
|                        | Gesamt |                | Spiel 1 | Spiel 2 | (Spiel 3) |
| ---------------------- | ------ | -------------- | ------- | ------- | --------- |
| Red Devils Wernigerode | 1:2    | UHC Weißenfels | 5:4     | 6:8     | 6:10      |

## Play-downs

### Halbfinale
|                  | Gesamt |                         | Spiel 1 | Spiel 2 | (Spiel 3) |
| ---------------- | ------ | ----------------------- | ------- | ------- | --------- |
| SSF Dragons Bonn | 1:2    | ETV Piranhas            | 8:4     | 2:5     | 5:7       |
| TV Lilienthal    | 2:0    | Unihockey Igels Dresden | 4:3 SD  | 5:3     |           |

### Abstiegsspiel
|                  | Gesamt |                         | Spiel 1 | Spiel 2 | (Spiel 3) |
| ---------------- | ------ | ----------------------- | ------- | ------- | --------- |
| SSF Dragons Bonn | 0:2    | Unihockey Igels Dresden | 6:7 SD  | 9:10 SD |           |

### Relegation
|                         | Gesamt |                      | Spiel 1 | Spiel 2 | (Spiel 3) |
| ----------------------- | ------ | -------------------- | ------- | ------- | --------- |
| Unihockey Igels Dresden | 2:0    | USV Halle Saalebiber | 10:2    | 11:8    |           |

Da sich die Unihockey Igels Dresden aus der 1.Bundesliga zurückgezogen haben, darf der USV Halle Saalebiber allerdings als Nachrücker doch nächste Saison in der 1.Bundesliga spielen.